# محلية أبو حمد
محلية أبو حمد هي إحدى محليات ولاية نهر النيل، السودان.